# Handicap (beperking)

Internationaal Toegankelijkheidssymbool

Een handicap of beperking is een aangeboren dan wel door ziekte of ongeval opgelopen beperking van lichamelijke, verstandelijke, psychische en/of sociale aard.

## Omschrijving

### Medisch en maatschappelijk
In de ruime betekenis is een handicap zowel een medische als een maatschappelijke beperking. Alles wat een harmonisch samenleven met de omgeving bemoeilijkt of verhindert en daardoor de maatschappelijke ontwikkeling van het individu in de weg staat, kan een handicap betekenen.
Het begrip handicap is dus veel ruimer dan alleen medisch. Medische erkenning als gehandicapte betekent echter vaak dat men ook maatschappelijk als gehandicapt wordt gezien. De medische erkenning kan soms wel een verbetering van de maatschappelijke situatie betekenen, omdat ze recht geeft op ondersteuning en de persoon zich erkend voelt in zijn situatie.

### Individuele en integratiebeperking - Disability Studies
De handicap uit zich in individuele beperkingen alsook hindernissen bij het uitvoeren van activiteiten in en deelname aan de samenleving (Wereldgezondheidsorganisatie, 2001). Deze beperkingen vormen voornamelijk een rem op de individuele ontwikkeling en de integratie in het maatschappelijk leven. Een handicap gaat over het lichaam en het verstand, het individu en de persoonlijkheid. Er zijn steeds meer mensen met een handicap die hun zorg zelf plannen, zelf hun handicap willen verwerken en onderzoeken.
De wetenschapsdisciplines Disability studies (handicapstudies) en 'Disability Criticism' (handicapkritiek) doen, met gebruikmaking van de ervaring van ervaringsdeskundigen, onderzoek naar de betekenis, aard en consequenties van beperkingen en naar de leefsituatie en beleving van mensen met beperkingen. Ook onderzoek naar de geschiedenis van handicap, wetgeving en beleid rondom handicap, burgerschap, filosofie en kunst zijn onderdeel van het vakgebied. De vakgebieden analyseren de wederzijdse relaties tussen handicap en maatschappij. Het vak ontstond in de jaren 1980, in eerste instantie in de Verenigde Staten, het Verenigd Koninkrijk en Canada. In 1986 werd de 'Section for the Study of Chronic Illness, Impairment, and Disability' van de Amerikaanse 'Social Science Association' hernoemd naar 'Society for Disability Studies'. De eerste academische opleiding 'Disability Studies' werd gegeven aan de Universiteit van Syracuse in 1994. Het vakgebied groeide snel in de jaren daarna. Net als bij vrouwenstudies, genderstudies en Afro-Amerikaanse studies of postkolonialisme wordt er onderwezen dat de minderheidsgroepering, die onderwerp is van de studie, zich niet zou hoeven aanpassen aan de intolerante maatschappij, maar is het aan de maatschappij om te veranderen.
De wetgeving rond personen met een handicap, deel van het welzijnsrecht, meegeëvolueerd in die richting. Gehandicaptenzorg, vooral gericht op het 'zorgen voor slachtoffers', is professioneler geworden en geëvolueerd naar Zorg voor personen met een handicap, met toepassing van criteria van kwaliteitszorg.

### Disability Studies in Nederland
In Nederland wordt ook wetenschappelijk onderzoek gedaan naar handicap binnen de maatschappij; zo is er een promotieonderzoek gestart over de geschiedenis van handicap in Nederland, met extra aandacht voor de geschiedenis van Het Dorp. Nederland was echter geen voorloper bij de studierichting Disabilitiy studies; er werd al veel onderzoek gedaan, maar dan binnen het medische model. In 2000 werd een summerschool gehandicaptenstudies georganiseerd. Drie jaar later verzorgde de Universiteit voor Humanistiek een masterclass Disability studies, getiteld 'Missing Pieces'. De Stichting Disability Studies in Nederland (DSiN) bestaat sinds 2011, en heeft tot doel het internationale vakgebied Disability Studies te ontwikkelen en vestigen in de hedendaagse Nederlandse context. Sinds 2013 is er een bijzondere leerstoel Disability studies aan Amsterdam UMC. De Nederlandse Organisatie voor Wetenschappelijk Onderzoek (NWO) heeft in 2017 een subsidie verstrekt om een website op te zetten om verhalen te verzamelen en publiceren over leven met een beperking.

## Historische evolutie

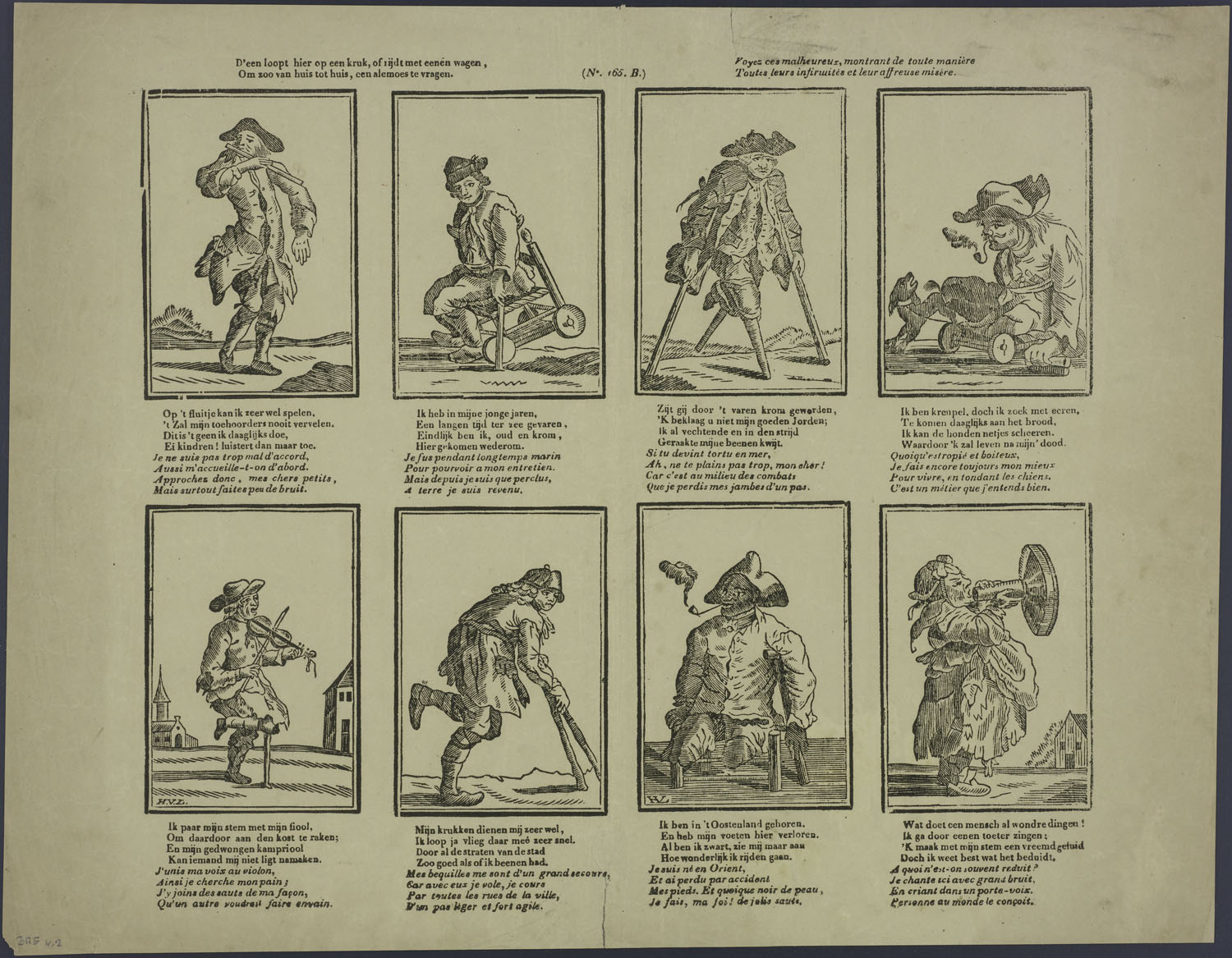
Centsprent (ca. 1850) met meerdere personen met een handicap.

### Terminologie

#### Onvolwaardige
Tot in de negentiende eeuw werden mensen die in de ogen van hun medeburgers een risico zouden kunnen betekenen in het voortbestaan van de gemeenschap door fysieke maar vooral verstandelijke beperkingen, onvolwaardig genoemd.
Tot de klassieke Grieks-Romeinse tijd zorgde de natuur zelf voor deze selectie, tenminste volgens de overgeleverde geschiedenis. Volgens het Griekse principe van de kalokagathia of de uitdrukking mens sana in corpore sano (een gezonde geest in een gezond lichaam) werd in de klassieke tijd de maatschappij verantwoordelijk voor deze taak. De onvolwaardige werd als kind vermoord (bij de Romeinen en Grieken) of aan een lichamelijke proef onderworpen of verdreven (Sparta). Aristoteles stelde dat de ideale staat de opvoeding van onvolwaardigen moest verbieden. In de Romeinse tijd was het de plicht van het familiehoofd om een gehandicapt kind te doden.
Vanaf de vierde eeuw werden kinderen niet langer gedood maar te vondeling gelegd of belandden ze in de slavernij of bedelarij. Ze kwamen in de marginaliteit. Mensen met een handicap die in een goede familie geboren waren, kregen soms een uitkering. Hippocrates en Galenus pleitten voor een ethische geneeskunde die gebrekkige baby's in leven liet. Een soortgelijke visie werd door Jezus Christus gepredikt.

#### Idioot
idioot is een term die eveneens uit de Griekse tijd stamt, maar verder is blijven leven. Oorspronkelijk betekende de term 'leek', 'iemand zonder officieel ambt'. Idioten konden niet deelnemen aan het openbaar bestuur en waren dus (zo goed als) monddood.
Later kreeg het woord de betekenis 'gewone man' (van lage komaf), waarna het een erkende term werd voor een persoon met een verstandelijke of psychische handicap. De voorbije eeuwen kwam het ook als scheldwoord in zwang.

#### Abnormale
Met de verstedelijking neemt de intolerantie toe. Mensen met een handicap zijn niet langer alleen ongelukkig door de last die ze dragen, maar vooral abnormaal, afwijkend en zondig. Ze worden geïsoleerd in dolhuizen en gasthuizen, samen met daklozen, zieken, behoeftige ouderen en andere hulpelozen. Onder het mom van naastenliefde beschermt men vooral de maatschappij.
Deze 'abnormalen' worden door hun verzorgers voortdurend geconfronteerd met voorbeelden van het normale. Dit gaat vaak gepaard met de introductie van schuldgevoelens. De abnormale is ongelukkig omdat hij zich bezondigt, immoreel is en boosaardig (agressief en ongemanierd) te werk gaat. Het normale en harmonische ideaal dat ze zouden moeten volgen is gebaseerd op deugden, zoals de kardinale deugden en etiquette, arbeid en ondernemingszin.
Tot het einde van de Tweede Wereldoorlog worden mensen met een (vooral verstandelijke) handicap als abnormaal beschouwd. Ze worden niet alleen als waardeloos maar ook als gevaarlijk gezien. Het meest trieste antwoord op deze abnormaliteit wordt gegeven in Duitsland gedurende het naziregime (zie Lebensborn) dat omwille van raszuiverheid iedereen met een fysische of psychische afwijking interneert en vermoordt (zie Aktion T4), omdat ze volgens het regime niet (meer) actief kunnen bijdragen: gehandicapten, psychiatrische patiënten, ongeneeslijk zieken en demente bejaarden.

#### Gebrekkige of kreupele
Gebrekkige werd vooral gebruikt voor personen met een fysieke beperking. De term lag op de zichtbare handicap, en werd gebruikt in vergelijking met het gave, ongeschonden lichaam. De term werd vooral gebruikt als voorloper voor de latere term invalide, en ligt aan de basis van het medisch model, dat vertrekt vanuit een afgebakende medische diagnose.
Een synoniem voor gebrekkige, maar dan vooral voor mensen die minder mobiel waren, was ook wel kreupele. Tegenwoordig gebruikt men deze termen nog steeds, weliswaar veelal in een ironische betekenis.

#### Mongool
Personen met een aandoening genaamd het syndroom van Down werden en worden nog steeds soms mongool genoemd. Tegenwoordig is een mongool echter een pejoratief gebruikt woord, en het komt beledigend over.

#### Invalide
In de naoorlogse jaren komt de term invalide ter vervanging van `abnormaal/abnormale´, en verwijst naar een objectief meetbare stoornis die van staatswege door een arts-adviseur wordt vastgesteld. De arts zet sedertdien een percentage op de invaliditeit die medisch vastgesteld wordt, wat de hoogte van de uitkering bepaalt.
Invalide is het tegendeel van valide. Valide betekende zoveel als 'lichamelijk sterk en gezond', 'in het bezit van veel mogelijkheden', 'gezonde mens in een gezond lichaam'.
In de jaren negentig is invaliditeit een functionele beperking, een gedeeltelijke of volledige ongeschiktheid voor verdere dienst of arbeid, door een verstandelijke, psychische, lichamelijke of zintuiglijke stoornis of gebrek, veroorzaakt door een ziekte, aandoening of ongeval (Wuyts, 1995).

#### Mindervalide / andersvalide
In de jaren negentig ontstaan diverse groeperingen die opkomen voor burgerrechten voor mensen met een handicap.
Aanvankelijk zetten zij zich af tegen het medisch model dat invaliditeit waardeert. De term 'mindervalide' duidt dan ook niet zozeer op de lichamelijke of geestelijke beperking, maar op de veroordeling door de maatschappij tot minderwaardigheid. Andersvalide is een reactie op deze evolutie, en is eerder eufemistisch bedoeld, soms ook cynisch.

#### Gehandicapte
De oorsprong van de term 'gehandicapte' ligt bij een kansspel uit de 17e eeuw, hand-in-cap, waarbij men kon graaien in een muts en een voorwerp eruit halen. In de 18e eeuw, bij de opkomende paardenraces, kregen de beste, en dus de snelste paarden een gewicht rond de hals gehangen zodat ze niet steeds zouden winnen, en de andere paarden gelijk in de strijd zouden staan.
Voor sommige gehandicapte personen is het begrip handicap een eretitel, voor de valide mens doet het meestal aan iets zeer onaangenaams denken, aan lelijkheid, aan iets afstotelijks, als een reis vol hindernissen. Veel mensen, ook al hebben ze een handicap, distantiëren zich daarom van hun titel omdat deze volgens hen verwijst naar een nadelige maatschappelijke positie die de normale rolvervulling begrenst of verhindert (Samoy, 1998). Tegenwoordig is volgens sommigen wie niet aan de gangbare waarden voldoet, gehandicapt (Wuyts, 1998).

#### Personen met een handicap
Deze term staat voor de visie dat persoon en handicap gescheiden leven. Respect en menselijke waardigheid worden centraal gesteld. Het is de officiële term in veel beleidsdocumenten in Vlaanderen (in navolging van het Vlaams Agentschap). De personen zijn niet gehandicapt, maar hebben een handicap. De handicap is een kenmerk van de persoon, die een grote invloed heeft op de totale persoon maar niet de totale persoon omvat. Deze visie gaat echter niet op voor sommige handicaps die pervasief zijn, zoals psychische handicaps en autisme. Personen met een handicap blijven bovendien nog steeds een gemarginaliseerde minderheidsgroep die gecontroleerd wordt door een afvaardiging van medische en sociale hulpverleners van de niet-gehandicapte meerderheid (Wuyts, 1998).

#### Personen met een beperking
Deze visie legt, naar een beperkte analogie met de 'mindervaliditeit', de nadruk op de maatschappelijke achterstelling van de persoon met een functiebeperking. In tegenstelling tot de mindervaliditeit, doet ze dat door het 'minder' weg te laten in plaats van deze te benadrukken. Uiteindelijk is de persoon die aangesproken wordt alleen met de beperking opgezadeld. De functiebeperking of beperking is wat het individu zelf ervaart aan beperkte bewegingsvrijheid of pijn. De handicap zelf is vooral een onaangepastheid van de samenleving en heeft minder te maken met de personen met een beperking.

#### Personen met een specifieke zorgbehoefte
Deze term leunt dichter aan bij de huidige vorm van 'rechten voor personen met een handicap' en omvat meerdere problematieken. Als een persoon zijn been breekt, is hij in die periode 'beperkt' tot actieve sport, maar daarom heeft de persoon nog geen handicap. Is iemand geboren met een handicap, dan wordt deze persoon automatisch wel beperkt tot bepaalde betrekkingen in onze maatschappij. Deze term omvat daarbij ook leerachterstand (in mindere mate licht mentale beperking), autismespectrumstoornis, ADHD, gedragsstoornissen, psychische aandoeningen ... Momenteel wordt de term voornamelijk gebruikt bij (inclusieve) kinderopvang.

### Modellen

#### Algemeen
Wat betreft de beeldvorming over en participatie van mensen met een handicap zijn er vier modellen die elkaar, als reactie op elkaar, opvolgen. We spreken achtereenvolgens van het morele, medische, sociale en culturele model.
Deze modellen kunnen elkaar ook aanvullen. "Zo leidt het moreel-religieus model meer tot de benadering van existentiële vragen, terwijl het medische model meer het technische aspect belicht. Het sociale model geleidt dan weer beter de politieke en ecologische actie, terwijl het cultureel model meerwaarde kan bieden met betrekking tot de informatie." (Vermeersch E, 1989)

#### Medisch model
Volgens de aanhangers van het medisch model is een handicap een medische fout van de natuur, deel van het lichaam van het individu, die de levenskwaliteit vermindert en leidt tot een onaangenaam leven met duidelijke nadelen. Een maatschappelijke invloed op de creatie van de handicap is dus heel beperkt, zo niet onbestaand.
De maatschappij speelt wel een belangrijke rol in de oplossing van dit probleem. In een barmhartige samenleving worden immers voldoende middelen voorzien om de handicap medisch te genezen of het functioneren te verbeteren. Het medisch beroep heeft een belangrijke verantwoordelijkheid en de mogelijkheid om mensen met een handicap te helpen.
Het individu is in deze visie slachtoffer van een afwijking in lichaam of verstand. Deze afwijking moet meetbaar zijn en is te overwinnen. De 'hoe?'-vraag staat hierbij centraal: hoe kunnen we de handicap minimaliseren en de gehandicapte veranderen?
Het medisch model wordt vaak genoemd als rechtvaardiging voor ingrijpende of traumatische medische procedures, hulpstukken (prothese, orthese) en hulpmiddelen (rolstoel, bril ...), behandelingsmethoden en allerlei medische tests (zoals genetische screening). Organisaties die de burgerrechten van gehandicapten verdedigen, wijzen in dat opzicht op de enorme sommen geld die gaan naar investeringen in deze procedures, technologieën en onderzoek terwijl de aanpassing & ondersteuning van de omgeving & samenleving veel goedkoper én meer realistisch zouden zijn.
Sommige van deze burgerrechten-groeperingen bekritiseren een aantal medische initiatieven die werken volgens dit model als liefdadigheid. Medische organisaties die zo werken, stellen personen met een handicap op die manier als afhankelijk en noodlijdend voor, in plaats van de handicap te zien in een politieke, sociale en maatschappelijke context.

#### Sociaal model
Het sociaal model stelt dat het denken over een handicap verschilt per samenleving en cultuur. Het sociaal model maakt een onderscheid tussen de functiebeperking, als gevolg van een stoornis, en de handicap, die verwijst naar de beperking in het leven van een persoon met een handicap, die veroorzaakt wordt door de samenleving.
De handicap is niet de schuld van het individu. De verantwoordelijkheid om te leren omgaan met de handicap en deze te 'verwerken' ligt niet (uitsluitend) bij het individu. Het lichamelijk aspect mag echter niet uit het oog verloren worden. Het sociaal model gaat uit van de rechten van de mens, de sociale achterstelling van het individu en stelt inclusie en gelijkwaardigheid centraal.
Binnen het sociaal model heeft het handicap-paradigma een belangrijke plaats.
Twee voorbeelden van benaderingen binnen het sociaal model zijn de conflictbenadering en het handicap creation model van de Canadese antropoloog Pierre Fougeyrollas.

##### Conflictbenadering
Als reactie tegen de medische benadering, ontstond in 1981, vanuit de organisaties van personen met een handicap, de internationale beweging Disability People International. Een van hun instellingen was (vertaald) Handicap is volledig en uitsluitend sociaal. In hun visie wilde de sociale orde van de beginnende industrialisering zichzelf beschermen en bevestigen door mensen die niet meteen fysiek paraat waren werkonwillig en abnormaal te beschouwen.
Als gevolg hiervan raakten ze sociaal achterop en kwam er een sociale breuk tussen mensen die gezond werden beschouwd omdat ze arbeidsgeschikt waren, en degenen die niet aan de norm beantwoordden.
Het sociaalconflictmodel stelt dat de maatschappij en niet het individu de oplossingen moet aanreiken om deze nadelige positie te kunnen wegwerken. Wanneer de sociale en fysieke omgeving immers afgestemd is op personen met een handicap, en arbeidsgeschiktheid losgekoppeld is van de gezondheidsstoornis, dan wordt duidelijk dat handicap geen medisch probleem meer is. De verantwoordelijkheid van de sociale integratie ligt dus bij de werkgever en collega's, niet bij het individu en zijn artsen.

##### Handicap Creation Model
In deze benadering is een handicap een belemmering van de levensgewoonten van een persoon als gevolg van een samenspel van de beperkingen zelf, persoonskenmerken (ras en stand) en anderzijds de omgevingskenmerken (onaangepaste samenleving). Een handicap is noch uitsluitend individueel noch uitsluitend maatschappelijk te verklaren.
Het verschil met het sociaalconflict model is dat het handicap creation model rekening houdt met de invloed van de medische beperkingen, maar het ontstaan van een handicap niet alleen naar de persoon toeschrijft. De ontoegankelijkheid van de samenleving is volgens aanhangers van het handicap creation model immers heel ruim. Een gebouw dat ontoegankelijk zou zijn voor 'normale mensen' zou hen immers deels gehandicapt maken, hoewel ze uiteraard daardoor nog geen medische beperking (en het bijhorende leed) zouden hebben. Hoewel er omgevingsfactoren zijn die ook niet of moeilijk te beïnvloeden zijn (zoals het weer, het klimaat ...), is er veel dat de mens wel kan inrichten, zoals de architectuur, het beheer van de omgeving en technologie.
Binnen de groep maatschappelijke belemmeringen zijn er barrières die al bestaan maar pas een drempel worden wanneer ze met de noden van personen met een handicap geconfronteerd worden. Anderzijds zijn er ook maatregelen die aanvankelijk bedoeld waren om de levenskwaliteit van personen met een handicap te verbeteren, maar in de veranderende realiteit een obstakel zijn geworden tot maatschappelijke integratie. Zo zijn de meeste hulpmiddelen een obstakel omdat ze de persoon met een handicap labelen, etiketteren als 'gehandicapt'.
Validisme is in het handicap creation model een van de belangrijkste omgevingskenmerken. Deze negatieve houding tegenover mensen met een handicap is te verklaren door dubbele veralgemening en ethische & existentiële angsten. Een persoon met een handicap moet ook wel een andere (en mogelijk) verstandelijke handicap hebben, roept angst op omdat deze persoon duidelijk niet aan de gangbare normen beantwoordt en herinnert de mensen aan de broosheid van hun eigen bestaan en gezondheid. Het elimineren van discriminatie door handicapisme is dus een sociale kwestie, en vergt meer dan medische behandeling.

#### Cultureel model
Binnen het cultureel model profileren mensen met een handicap zich in een handicap-identiteit, een handicap-cultuur en een handicap-wereldbeeld. In het culturele model is de persoon met een handicap niet langer uitsluitend lid van een minderheidsgroep, maar heeft hij een eigen identiteit met een eigen visie.
Binnen het cultureel model heeft iemand een handicap doordat de culturele waarden en sociaal-economische context hem gehandicapt beschouwt. Hij is bijvoorbeeld arbeidsongeschikt omdat hij niet voldoende rendeert volgens de normen van deze tijd, niet omdat hij niet geschikt is om te werken. Met de juiste ingesteldheid van zijn omgeving en op de juiste plaats krijgt hij toegang tot goede perspectieven. De mogelijkheden van de persoon met de handicap staan hier centraal.
Het sociaal model stelde de neutraliteit van de handicap voorop. Het cultureel model benadrukt de 'maakbaarheid' en de mogelijkheden van de handicap. De ontwikkeling van een handicap-identiteit, sociale acties uitgaand van handicap-ervaringen en het uitwisselen van informatie tussen mensen met en zonder handicap staan hier centraal. Het opnemen van de handicap als een positief element binnen het wereldbeeld, op een andere manier afhankelijk van welke regio op aarde het betreft, is een belangrijke uitdaging. Een handicap maakt deel uit van de culturele diversiteit, en ligt boven de classificaties.

### Benaderingen

#### Isolatie
De isolatie-visie rond handicap is de oudste. Ze ging uit van de idee "mensen met een handicap kunnen niet normaal zijn, dus we moeten ze wegsluiten". Vroeger vond men namelijk dat personen met een (voornamelijk verstandelijke of psychische) handicap een gevaar betekenden voor zichzelf en voor de maatschappij. Daarom bouwde men speciale instellingen ver van de bewoonde wereld, in een groene omgeving, waar men ze levenslang onderdak en dagbesteding gaf.

#### Normalisatie
Als reactie op de isolatie-visie vonden een aantal pedagogen dat "mensen met een handicap normaal moeten zijn, en voor hun eigen bestwil moeten genezen". Uit zichzelf werden ze immers ziek en abnormaal beschouwd. Ze moesten genezen door medicatie, chirurgie, therapie en aangepast onderwijs.

#### Integratie
Deze recentere visie stelt dat "mensen met een handicap best normaal kunnen zijn, maar dat dit een hele tijd kan duren en geduld noodzakelijk is". Zij hebben recht om in de maatschappij te leven, maar hebben nood aan aanpassing. Wanneer ze in gewone scholen of jeugdbewegingen willen aansluiten, zijn ze welkom, op voorwaarde dat zij zich aanpassen. Ze moeten dus een zo normaal mogelijk leven leiden. Deze maatschappelijke integratie wordt bevorderd door tal van sociale en fiscale voordelen zoals de speciale parkeerkaart, begeleiding & ondersteuning, en bijzondere voordelen zoals speciale plaatsen voor rolstoelgebruikers bij massaspektakels.

#### Inclusie
De meest recente visie op een handicap is dat "iedereen in meer of mindere mate beperkingen heeft in het functioneren, en dus ook dezelfde rechten en plichten heeft". Iemand met een erkende handicap is niet meer of minder dan iemand zonder handicap. De inclusie-gedachte is niet enkel voor mensen met een handicap, maar staat op zich.
Mensen met een handicap zijn niet abnormaal of raar, het zijn gewone mensen. Ze hebben wel enkele eigenschappen die de maatschappij 'afwijkend' vindt, maar dat is vooral een probleem van de samenleving. Dit is trouwens geen reden om mensen met een handicap anders te gaan behandelen. Iedereen heeft evenveel rechten.
Daarom mag iedereen erbij horen. Het onderwijs, de tewerkstelling, de vrijetijdsbesteding, ... moet openstaan voor iedereen, en zal zich zelf moeten aanpassen aan de leden. Hierin verschilt inclusie van integratie. Wanneer het gaat om openbare diensten, wordt er gelijkekansenbeleid gevoerd, omdat iedereen deelneemt aan de maatschappij en meeleeft.

## Verwerking

### Individu en handicap

#### Verwerkingsproces
Er is een verschil tussen de verwerking van een aangeboren - en verworven handicap.
Na de vaststelling van de aangeboren handicap, begint het aanvaardingsproces, eerst voor de ouders, pas met vertraging voor de persoon met een handicap zelf. Met het aanvaardingsproces begint een zoektocht naar informatie, erkenning en begrip.
Een verworven handicap komt na een ingrijpende ziekte of ongeval, waar het aanvaardingsproces geleidelijk op gang komt, meestal het eerst bij de persoon met een handicap zelf. De zoektocht naar middelen om de levenskwaliteit van voorheen zo veel mogelijk te behouden of zelfs te verbeteren, is soms lang en moeilijk.

#### Integratie/inclusie-proces
Door het hebben van een handicap staat de gehandicapte vaak eenzaam tegenover de normaliteit en dat kan, zeker na een ongeval of zware ziekte, traumatiserend zijn voor de gehandicapte zelf en diens sociale omgeving. De verwerking gebeurt door te kijken naar de gezonde kant (salutogene kijk), door integratie, door therapie en/of door revalidatie.
Mensen met een handicap kunnen soms problemen hebben om een normaal leven te leiden. Met het woord "normaal" wordt hier bedoeld: het zonder grote problemen lichamelijk, geestelijk en emotioneel kunnen functioneren, zonder daarbij afhankelijk te zijn van anderen.

#### Hulp(middelen)
Voor mensen met een handicap bestaan er vele hulpmiddelen (rolstoel, een aangepaste auto, bril, blindenstok, prothese, ...) en financiële tussenkomsten om werkplaats of woning aan te passen.
Door hulpverlening kan iemand met een handicap anderzijds leren leven met de nadelige positie die de normale rolvervulling van de betrokkene (gezien leeftijd, geslacht, sociaal-culturele achtergrond) begrenst of verhindert (sociale contextniveau). Het geheel van hulpverlening aan personen met een handicap wordt meestal gehandicaptenzorg genoemd. Voorbeelden van hulpverlening zijn ambulante begeleiding en een Wajong- uitkering.

### Omgeving en handicap
Leren leven met de handicap is ook voor de (directe) omgeving moeilijk. Het gezin kan opvoedingsondersteuning of gezinsbegeleiding krijgen voor praktische hulp en/of acceptatie en verwerking. Een handicap kan zowel lichamelijk als verstandelijk zijn, en is niet altijd direct voor de buitenwereld zichtbaar. De verwerking wordt er daardoor niet op vergemakkelijkt.

### Samenleving en handicap

#### Sociale positie
Eén huishouden op vier in Vlaanderen telt een persoon met een handicap. Deze persoon heeft 25% minder kans op het vinden van een betaalde baan.
Indien hij werkt, is dit veelal deeltijds en vooral in arbeidersjobs. Daaruit volgt dat het inkomen van deze modelpersoon lager ligt, in 56% van de keren is dat minder dan 1100 euro. In de hoogste inkomenscategorie zijn er nauwelijks personen met een handicap.
Mensen met een handicap hebben doorgaans een beperkt sociaal netwerk dus weinig goede vrienden en vertrouwenspersonen waar ze terechtkunnen in tijden van nood en voor een betere babbel. De mensen waar ze terechtkunnen, zijn vooral ouders, brussen (broers en zussen) en kinderen.
Hierdoor komen ze minder vaak buiten, raken vaker sociaal geïsoleerd en eenzaam. Inspanningen op vlak van toegankelijkheid zijn, op enkele uitzonderingen na, vooral technisch geweest, zodat mensen met een handicap zich niet vaak welkom voelen in de gewone vrijetijdssector. Hen rest vaak niets meer dan televisie te kijken.
Heel wat mensen met een handicap schatten de toekomst somber in en zijn zich erg bewust van hun gemarginaliseerde sociale status.

#### Rechten
De (Westers geïnspireerde) samenleving wordt geregeld door de gedachte, onder meer verwoord in de mensenrechten, dat iedereen gelijke kansen moet krijgen om mondig te worden, zich te ontplooien, doelen zelf te bepalen, en zijn leven zelfstandig uit te bouwen, ongeacht de middelen die hij hiervoor nodig heeft.
Het gaat om politieke of vrijheidsrechten (1776, 1789), sociale of welzijnsrechten (1948), en mondigheidsrechten (Independent Living Movement & Focus-wonen, jaren tachtig). Sinds 13 december 2006 zijn deze rechten voor personen met een handicap bevestigd en versterkt in het VN-verdrag inzake de rechten van personen met een handicap.
De participatiegedachte is dankzij de toenemende verwezenlijking van de mondigheidsrechten kunnen ontstaan en ontwikkelen.
Mensen met een handicap kunnen
- actief participeren: gebruikersparticipatie aan het beleid door mee te werken, mee te denken, mee te praten, adviseren, mee te beslissen en/of tegen te spreken op vlak van overheid & beleid en/of op vlak van welzijnszorg of individuele hulpverlening, al dan niet bindend of verplicht (zie ook advocacy)
- passief participeren: wanneer de persoon met een handicap aanspraak maakt op voorzieningen die hem toekomen op vlak van huisvesting, toegankelijkheid van gebouwen en vervoer, onderwijs, beroepsopleiding & tewerkstelling, inkomen en meerkosten, hulpmiddelen, sociale zekerheid, vrijetijdsbesteding en rechtszekerheid.

#### Beeldvorming

##### Beeldvorming in de samenleving
In de beeldvorming van de westerse samenleving vervangt inclusie steeds meer het vroegere validisme. In andere samenlevingen en/of culturen is dat laatste model veelal nog dominant.
Het gebeurt wel nog dat de samenleving teruggrijpt naar isolatie (afscherming) van de persoon met een handicap. Dat is vooral zo wanneer de handicap (bijvoorbeeld bij zware verstandelijke of psychische handicap, of sterk afwijkende fysieke handicap) erg ingrijpend is en daardoor afstotelijk bevonden wordt door het merendeel van de bevolking.
De invulling die de meeste mensen in het Nederlandstalig taalgebied geven aan een handicap leunt aan bij de medische-individuele benadering, met de nadruk op de stoornis en afwijking. Meestal toont men zich bezorgd, heeft medelijden en bewondering voor het doorzettingsvermogen van mensen met een handicap.
Toch vinden de meeste mensen dat mensen met een handicap mogen samenwonen en een gezin stichten, zolang het niet in de buurt van hun gezin is, en zolang het niet gaat om mensen met een psychische of verstandelijke handicap. Wie iemand kent met een handicap, heeft duidelijk een positiever beeld over andere personen met een (andere) handicap. Ook zouden vrouwen meer tolerantie vertonen.
De samenleving heeft moeite met het beoordelen van de ethische vragen, de attitude tegenover mensen een handicap, keuze van de behandeling en andere vragen over de levenskwaliteit. Naargelang de dominerende ideeën over bewustzijn (menselijk of goddelijk) is het antwoord op deze vragen anders. In onze tijd zijn reductionisme en determinisme sterk vertegenwoordigd.
Ethiek, ethische besliskunde en bio-ethiek gaan onder meer over belangrijke maatschappelijke beslissingen rond de relatie tussen samenleving en handicap. Technologie maakt het enerzijds mogelijk om een toenemend aantal mensen met een zware handicap in leven te houden. Anderzijds kunnen we door prenatale diagnostiek meer en meer defecte genen voor de geboorte opsporen.

##### Beeldvorming in de kunst

###### Film
In de film worden mensen met een handicap afgeschilderd als meelijwekkende slachtoffers die hulp nodig hebben of met een ernstige afwijking. Meestal staat het isolement centraal.
In een aantal gevallen, meestal bij grote kaskrakers, wordt er een beeld geschapen dat sterk afwijkt van de realiteit. Voorbeelden hiervan zijn Rain man, Forrest Gump en Mozart & the Whale. De meer bescheiden en minder bekende producties scheppen meestal een correcter maar minder romantisch beeld.

### Mobiliteit

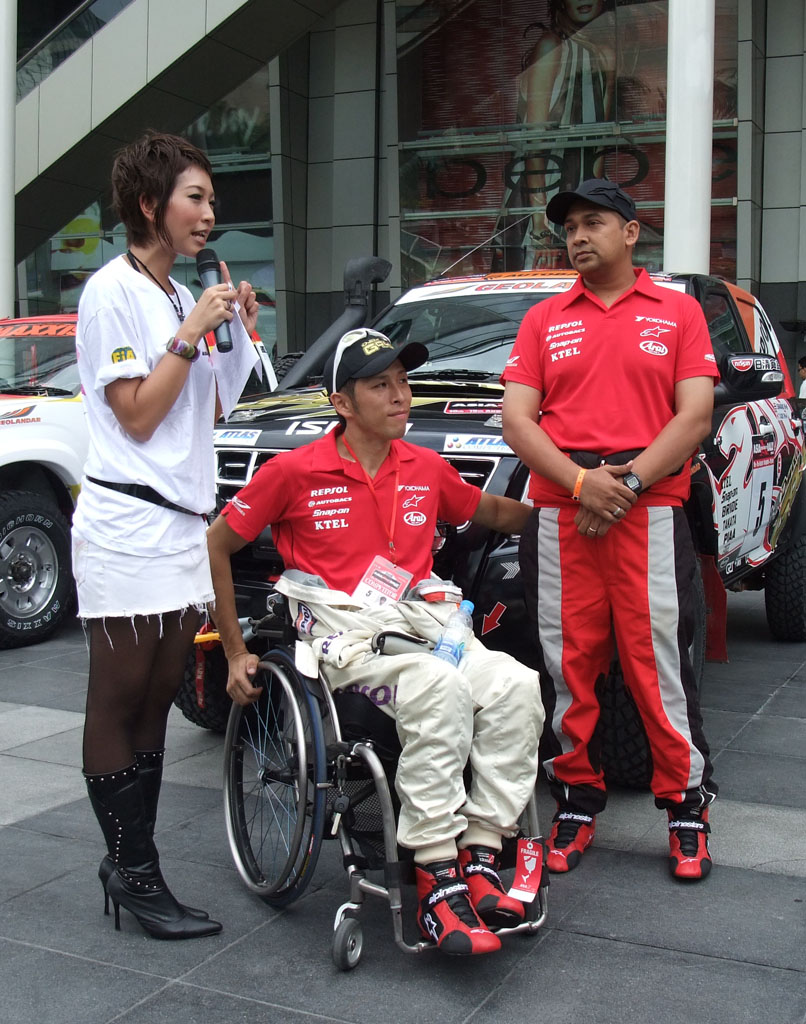
Een coureur in een rolstoel

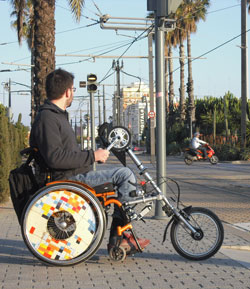
Een handbike

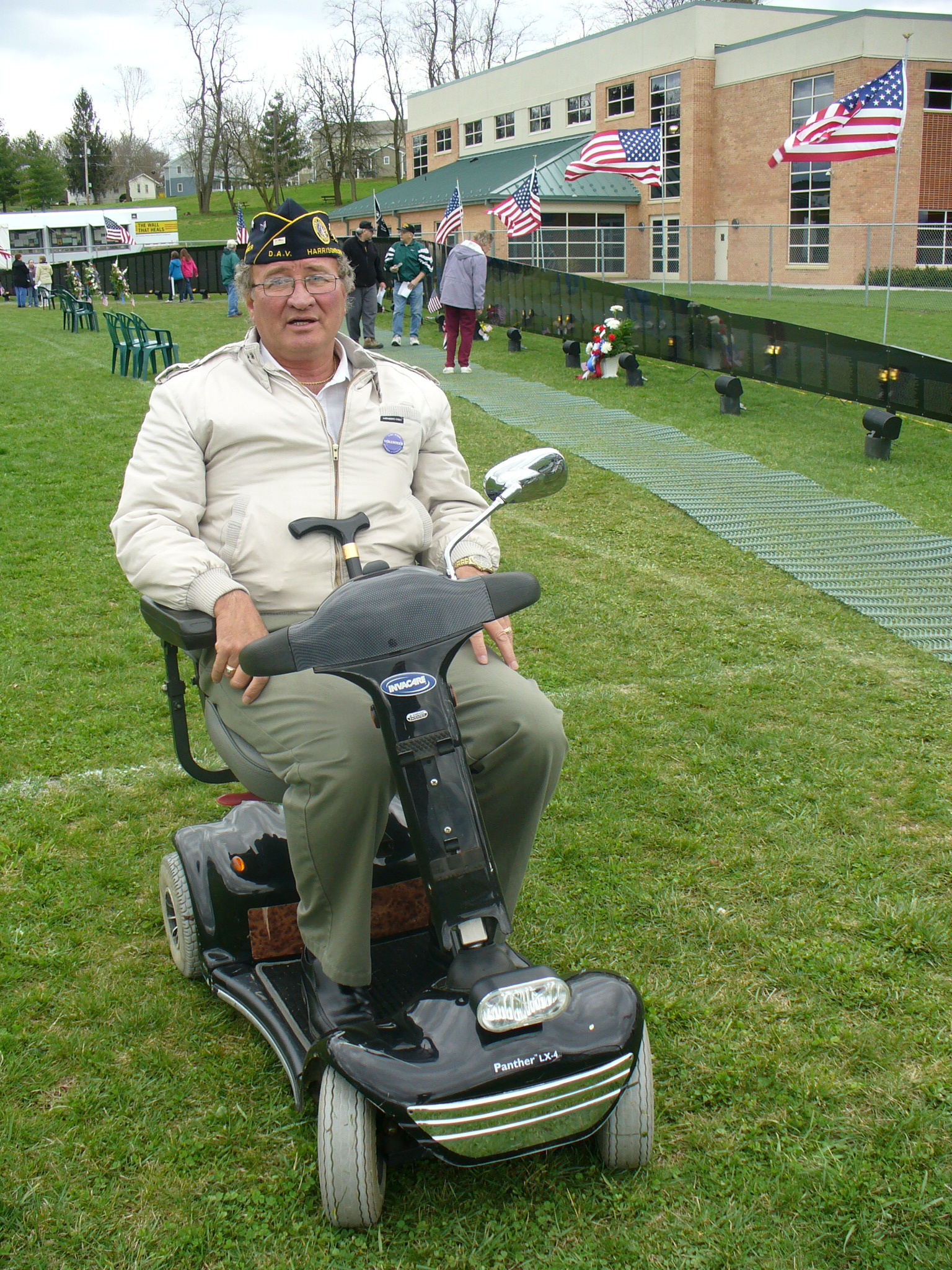
Een scootmobiel

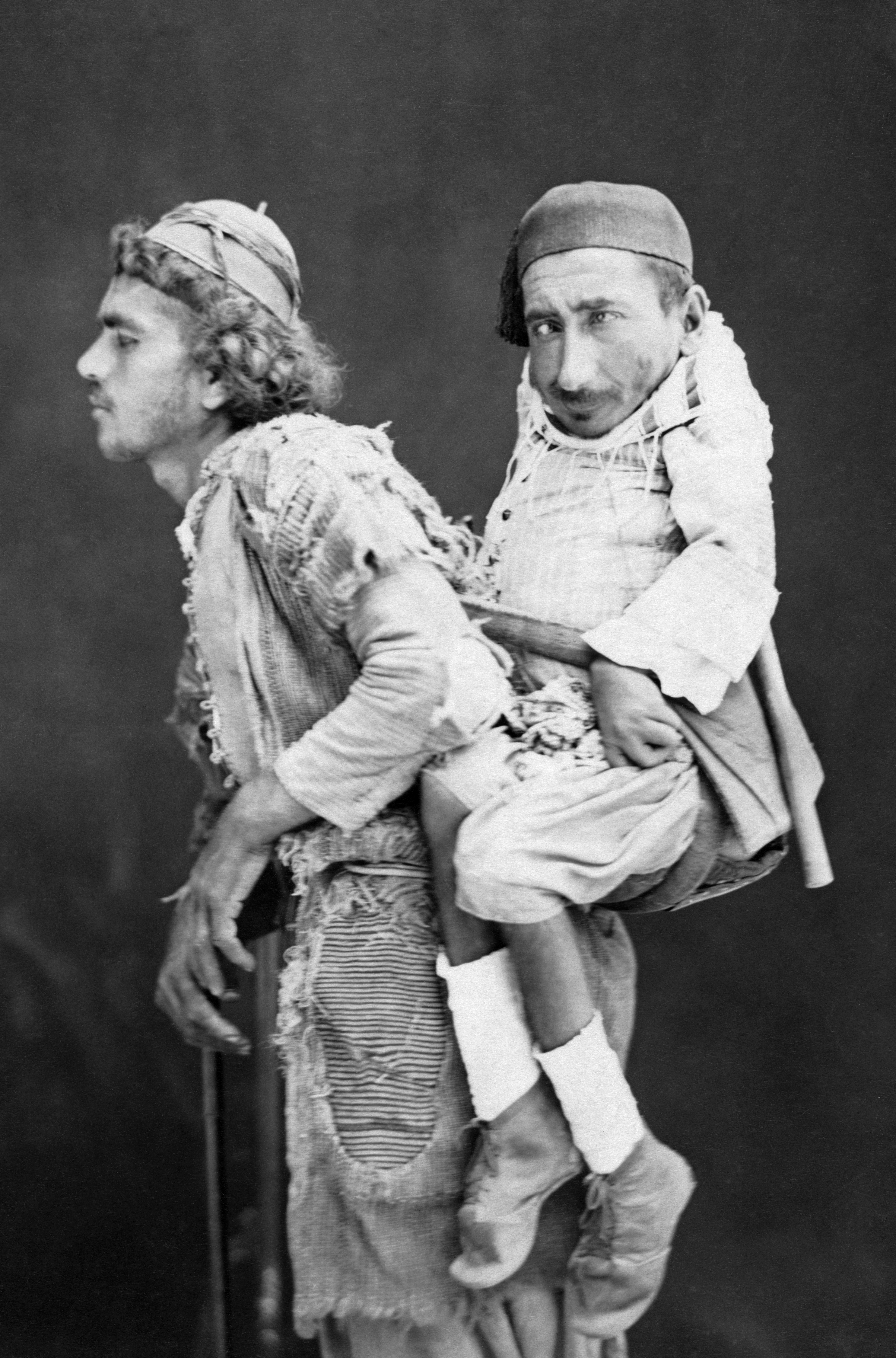
Een verlamde man, gedragen door een blinde man. Foto uit 1889